# Javier García Egotxeaga
Javier García Egotxeaga (San Sebastián, 8 de mayo de 1940 - Castro-Urdiales, 1 de agosto de 2002) fue un político y empresario del País Vasco.

## Trayectoria
Licenciado en Económicas por Deusto y en Derecho por Valladolid, MBA por INSEAD (París). Fue Director de Industrias Siderometalúrgicas y Navales con la Unión de Centro Democrático UCD de Adolfo Suárez en 1978, de ahí pasó a ser Consejero de Industria con el Gobierno Vasco de Carlos Garaikoetxea en 1980, Vicelendakari para Asuntos Económicos con el gobierno de José Antonio Ardanza, y presidente del holding Aceriales y Acenor con el primer gobierno socialista de Felipe González.
Tras este largo periplo trabajando para las distintas administraciones, estatales y autonómicas, retomó su actividad privada para fundar y presidir el BISF y, posteriormente, Zabalgarbi.